# 25 décembre 1910
Le dimanche 25 décembre 1910 est le 359e jour de l'année 1910.

## Naissances
- Bryan Grant (mort le 5 juin 1986), joueur de tennis professionnel américain
- Marguerite Churchill (morte le 9 janvier 2000), actrice américaine
- Oskar Stübinger (mort le 27 juillet 1988), agriculteur allemand, maire et homme politique
- Franck Bourdier (mort en 1985), préhistorien français
- Zinoviy Kolobanov (mort le 12 août 1994), tankiste soviétique

## Décès
- Frederick Adolphus Philbrick (né le 13 juin 1836), juge de cour britannique

## Autres événements
- Sur la ligne Paris-Tours par Châteaudun, vers 11 heures 30, peu avant la gare de Châteaudun, l'express Orléans-Le Mans percute sur un passage à niveau  resté ouvert une voiture transportant neuf personnes se rendant à un baptême, en tuant six et blessant grièvement les trois autres[1].